# Brad Smith
Bradley Shaun Smith (Penrith, 9 de abril de 1994) é um futebolista profissional australiano de ascendência inglesa que atua como lateral-esquerdo. Atualmente, joga no Bournemouth.

## Carreira

### Clubes
Nascido na Austrália, Smith se mudou para a Inglaterra quando tinha 14 anos. Ele começou a carreira no Liverpool em 2008. Em 2014, foi emprestado ao Swindon Town, clube da League One, correspondente à Terceira Divisão do Campeonato Inglês.[carece de fontes?] Dois anos depois, foi vendido ao Bournemouth por seis milhões de libras.

### Internacional
Entre 2011 e 2014, Smith jogou nas seleções sub-17, sub-19 e sub-21 da Inglaterra. Porém, em 2014, ele optou jogar pela Austrália, país onde nasceu.

## Títulos
Seattle Sounders
- MLS Cup: 2023

Houston Dynamo
- Copa dos Estados Unidos: 2023